# Bonamia semidigyna
Bonamia semidigyna là một loài thực vật có hoa trong họ Bìm bìm. Loài này được (Roxb.) Hallier f. mô tả khoa học đầu tiên năm 1893.